# 西郷公園
西郷公園（さいごうこうえん）は、鹿児島県霧島市溝辺町麓にある公園。正式名称は霧島市西郷公園（開園当時は溝辺西郷公園）で、霧島市が管理・運営を行っている。

## 概要
- 鹿児島空港より国道504号を挟んで真向かいにある。京都に建立される予定であった西郷隆盛像を有志が当地へ誘致したことに伴い、1988年に一帯を公園として整備した。
- 入口は薩摩藩別邸をイメージしており、園内には西郷の遺品や西南戦争を題材とする53点の錦絵の展示施設や土産物屋が併設されている。
- 北海道のテレビ番組である「水曜どうでしょう」の「対決列島」の最終対決の舞台になったことでも知られている。

## 歴史
- 1976年 - 1977年の西郷隆盛没後100年事業として京都霊山護国神社に建立するため彫刻家・古賀忠雄が製作[1][2]した西郷像が完成する。なおこの西郷像は人物像として日本一の大きさ（高さ10.5m）を誇る西郷隆盛像である[3]。しかし、依頼者の死去により建立計画が宙に浮き、西郷像は富山県高岡市の倉庫に眠ったままの状態になった。
- 1988年 - 報道により西郷像の存在を知った溝辺町の有志が募金を集め像を誘致。その後も順次、像の周辺を公園として整備。
- 2005年 - 溝辺町が国分市他の周辺自治体と合併したことに伴い、管理者が霧島市となる。

## アクセス
鹿児島空港より徒歩3分。自動車の場合は溝辺鹿児島空港インターチェンジを出てすぐ。

## 施設概要
- 所在地：鹿児島県霧島市溝辺町麓856-1

### 開園時間
- 年末年始
- 9時00分 - 17時00分